# 2019年國際足協女子世界盃決賽
2019年国际足联女子世界杯决赛是国际足联为会员国女子国家队举办的四年一度國際足協女子世界盃的第八届决赛，决出2019年國際足協女子世界盃冠军。比赛于2019年7月7日在法国里昂郊区代西讷-沙尔皮约卢米埃尔球场举行。
两支决赛队伍都是各自所属足协的冠军，美国赢得了2018年美洲女子金杯，荷兰夺得2017年歐洲女子足球錦標賽。
卫冕冠军美国迎战首次杀入决赛的荷兰。最终，美国队长梅甘·拉皮诺下半场点球破门，加上罗丝·拉韦尔的进球，美国最终2–0获胜，连续两年获得世界杯冠军，这也是他们第四次夺冠。因此，美国成为继2003年和2007年夺冠的德国后，第二支连续获胜的球队。球队教练吉兒·伊利斯成为首位两夺女子世界杯冠军的教练。

## 背景

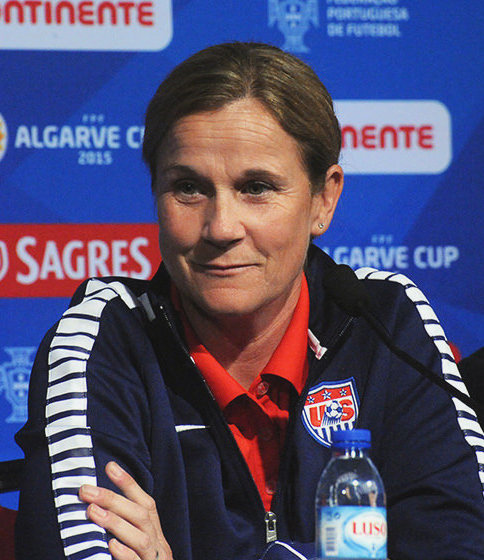
美国队教练吉兒·伊利斯即将成为首位两夺女子世界杯冠军的教练。

欧洲球队自2007年以来，首次出现在女子世界杯决赛上。加上1991年、1995年和2003年，这是欧洲球队第五次进入决赛。本届赛事四分之一决赛八个席位，她们占据了七个。前两场决赛在日本和美国之间展开。这是自1991年来，北美洲球队首次在决赛中对决欧洲球队，也是男子和女子世界杯卫冕冠军首次对决现任欧洲冠军。
三获世界杯的卫冕冠军美国队第五次向世界杯冠军发起冲击。1991年，她们击败挪威，赢得首个世界杯冠军，之后1999年中，凭借点球大战战胜中国。后来在2011年决赛中输给日本队一个罚球，失去冠军，但于2015年的重赛上夺回。在之前的七届世界杯中，美国从未跌出前三。在这场比赛中，美国创下了连续三次杀入决赛的历史。
美国队吉兒·伊利斯是继战绩均为一胜一负的挪威队伊文·佩勒鲁德（1991年和1995年）和日本队佐佐木則夫后，第三位参加两场女子世界杯决赛的教练。她和荷兰队教练萨里娜·维格曼也使得这场比赛成为首场双方球队教练均为女性的女子世界杯决赛，而上次是在2003年，当时德国队教练是蒂娜·图埃纳，瑞典队教练是玛莉卡·多曼斯基-呂佛尔斯。
荷兰队两次参加女子世界杯以来第一次参加决赛，是决赛上的欧洲第四支（之前是德国、挪威和瑞典）、世界第八支球队，也是自2011年的日本以来最新的决赛球队。在上一届比赛上，荷兰队在16强赛阶段被最终获得亚军的时任卫冕冠军日本队淘汰。
荷兰和美国这次是第八次交手。由于之前的比赛是友谊赛，这是她们首次正式比赛。1991年两队首次交手时，荷兰4–3获胜，但后来的六次交手都是美国获胜，2016年9月的最近一次，美国3–1获胜。

## 场地

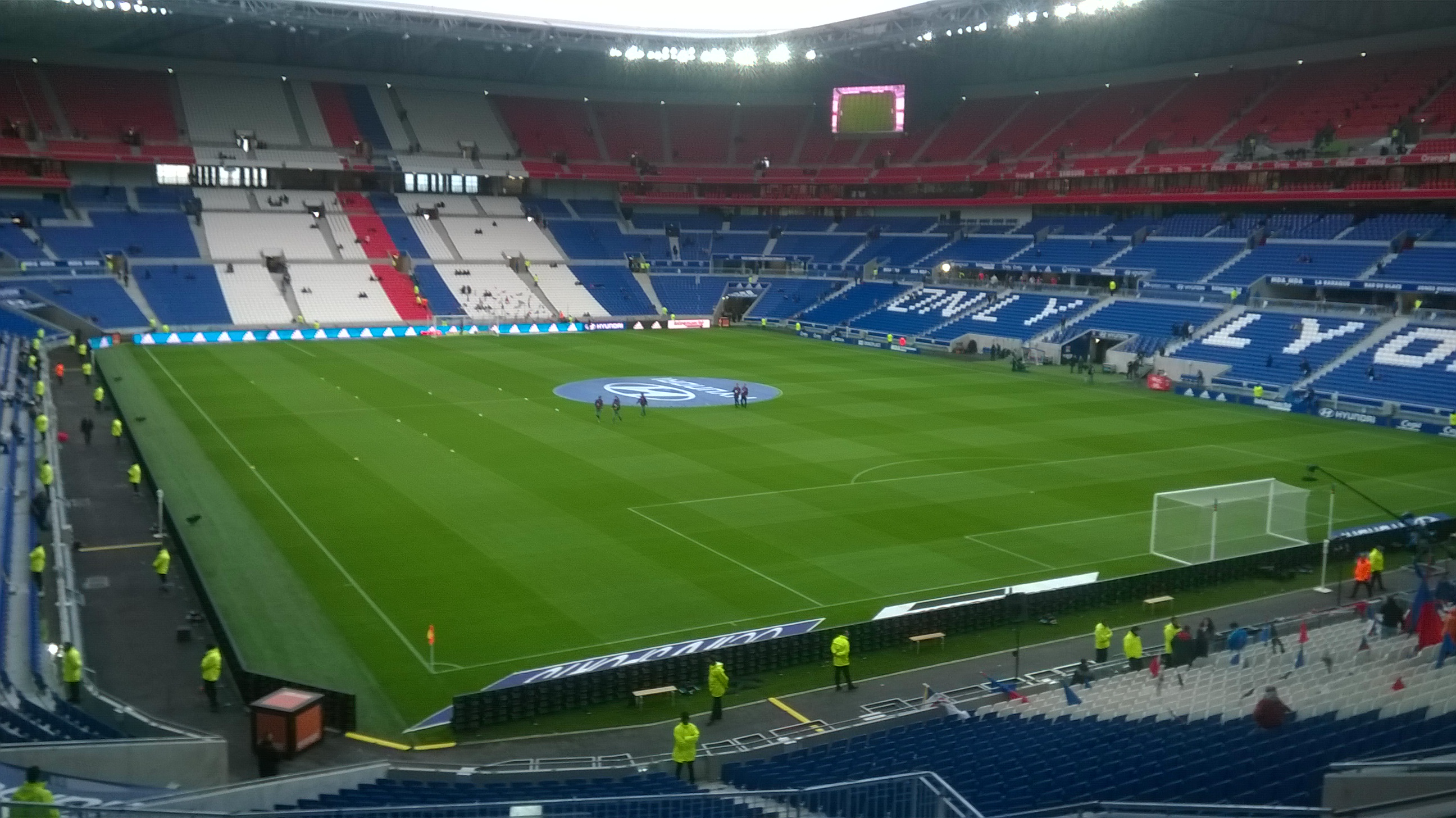
代西讷-沙尔皮约的卢米埃尔球场举办决赛。

比赛在法国里昂郊区代西讷-沙尔皮约的卢米埃尔球场举行。世界杯期间，这座球场被国际足联唤作里昂体育场。场馆可容纳5.79万名观众，举办本届赛事的两次半决赛。2015年3月19日，法国当选东道国，这座球场被宣布为决赛场地，2017年9月正式确认为半决赛和决赛场地。球场于2016年1月揭幕，取代热尔兰球场，成为法国足球甲级联赛俱乐部奥林匹克里昂的新主场。它还举办过里昂女子队欧足联女子冠军联赛，球队是欧洲历史上最成功的女子队。
2008年，德希内斯自治镇同意兴建新球场的方案。项目2013年中动工，2015年末完成，耗资4.5亿欧元。球场被选为2016年欧洲足球锦标赛六场比赛的举办地，还举办2017年法国足球甲级联赛决赛和2018年欧洲联赛决赛。除了足球比赛，球场还举办过多场音乐演出，还有冰球和橄榄球赛事，包括2016年欧洲橄榄球冠军杯决赛和2015–16年欧洲橄榄球挑战杯决赛。球场计划举办2023年世界杯橄榄球赛和2024年夏季奥林匹克运动会足球比赛。

## 决赛之路
| 排名 | 隊伍     | 賽 | 分 |
| ---- | -------- | -- | -- |
| 1    | 美国 (S) | 3  | 9  |
| 2    | 瑞典     | 3  | 6  |
| 3    | 智利     | 3  | 3  |
| 4    | 泰國     | 3  | 0  |

| 排名 | 隊伍   | 賽 | 分 |
| ---- | ------ | -- | -- |
| 1    | 荷蘭   | 3  | 9  |
| 2    | 加拿大 | 3  | 6  |
| 3    | 喀麦隆 | 3  | 3  |
| 4    | 新西兰 | 3  | 0  |

### 美国

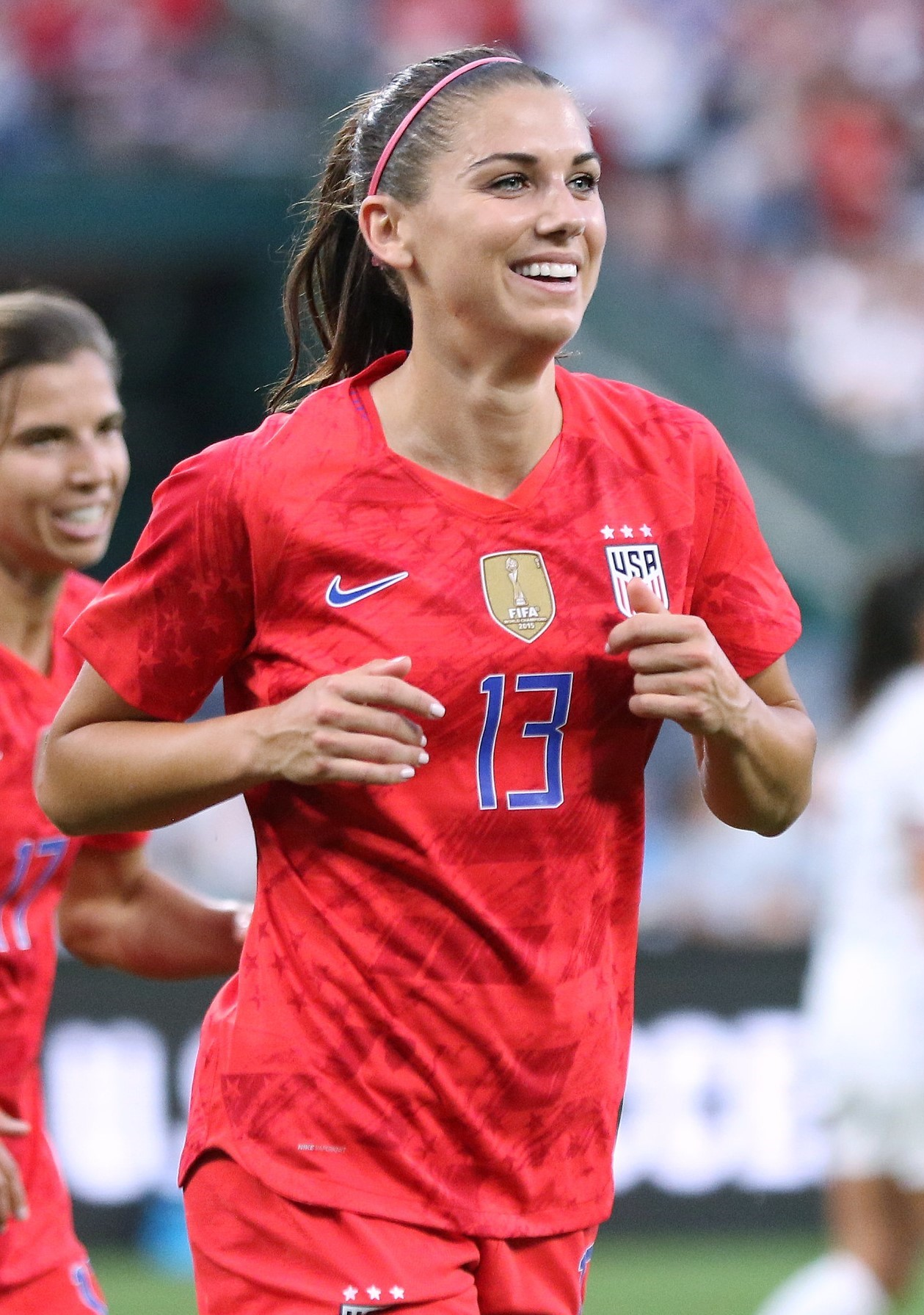
亚历克丝·摩根为美国队打入六球，包括首场比赛的五个球。

美国是女子足球界最成功的球队，此前四次亮相世界杯决赛，便赢得三个冠军，此外还赢得四枚奥运会金牌。八届世界杯中，美国队从未跌出前三。吉儿·伊利斯于2014年接替在重大联赛期间遭解聘的汤姆·塞曼尼，担任临时主教练，负责指导2015年世界杯的资格赛。她起用了之前名单中的核心成员。2015年，美国队连续第二届参加世界杯决赛，再度迎战2011年的对手日本队。当时美国队队长卡莉·劳埃德上演在上半场上演帽子戏法，最终5–2稳夺队伍第三个世界杯冠军，是自1999年以来首次夺冠。2016年奥运会于四分之一决赛落败后，吉儿改用4–3–3阵型，让新的阵容着重施展更快速的打法。最终，美国队创下26枚进球无失球战绩，在决赛中战胜加拿大，赢得2018年美洲女子金杯，进军世界杯。
美国队进军世界杯时，位列国际足联世界排名首位。位列F组的美国队在首场小组赛中13–0击败泰国，创下世界杯单场比赛的最大分差和最多进球数。亚历克丝·摩根贡献5球，打平同属美国队的米歇尔·埃克斯在1991年创下的单场比赛进球纪录。摩根的几位队友也在她们的世界杯首秀中进球。然而，足球专家指球队故意刷分，过分庆祝进球。吉儿随即派出预备阵容迎战世界杯新兵智利，其中卡莉·劳埃德打入两枚进球，失掉一枚罚球，最终3–0获胜。加上最后一场2–0击败瑞典，美国队三次完封对手，创下18–0的小组赛战绩。
八分之一回合，美国迎战B组亚军西班牙。西班牙第7分钟错失点球，被美国队队长梅甘·拉皮诺救回。之后不到三分钟，西班牙前锋珍妮弗·埃尔莫索带球冲入进球，美国门将阿莉莎·内赫尔没能防住，美国队零封连胜终结。罗丝·拉韦尔禁区犯规后，美国于第75分钟第二次获得罚球机会。拉皮诺在吉儿的指示下，接替将要罚球的摩根并成功破门，改写比分为2–1。她们之后在四分之一决赛中的对手是夺冠大热的A组冠军法国，是首次在世界杯中迎战东道主。第5分钟，拉皮诺低开任意球，球越过多名队员进入龙门，创下比赛首个进球。之后在第65分钟，禁区中间的托宾·希思将斜后路传来的球推入球门，给球队再添一枚进球。第81分钟，法国后卫温迪·勒纳尔头球接应角球破门。尽管如此，美国还是以2–1淘汰东道主。
半决赛对阵英格兰前夕，拉皮诺腿部抽筋，被迫退出首发阵容。队友克丽丝滕·普雷斯第10分钟禁区头球破门，英格兰前锋艾伦·怀特之后第19分钟禁区内凌空抽射破门，扳平比分。第31分钟，亚历克丝·摩根重拾球队领先优势，接应琳赛·霍兰的传中后头球破门。由于当天是她的生日，她因此成为首位生日当天在世界杯进球的球员。进球庆祝时，霍兰使出了喝茶的姿势，引发争议。第67分钟，怀特第二次进球。就在大家以为这枚进球扳平比分时，视频助理裁判显示该球越位无效。第82分钟，视频助理裁判判定美国后卫贝姬·索尔布伦禁区绊倒怀特，英格兰再夺一次罚球。斯蒂夫·霍顿的罚球被门将内赫尔救下，美国队首次在世界杯比赛正常阶段中拦下罚球。因此，美国队2–1赢得比赛，第三次全取六场比赛进军世界杯决赛。半决赛的胜利，也给球队自2015年以来11场的世界杯最高连胜纪录，以及16场比赛不败的世界杯纪录。最终在决赛前夕，球队共射入24枚进球，包括在每场比赛的开场12分钟内射入的进球。

### 荷兰

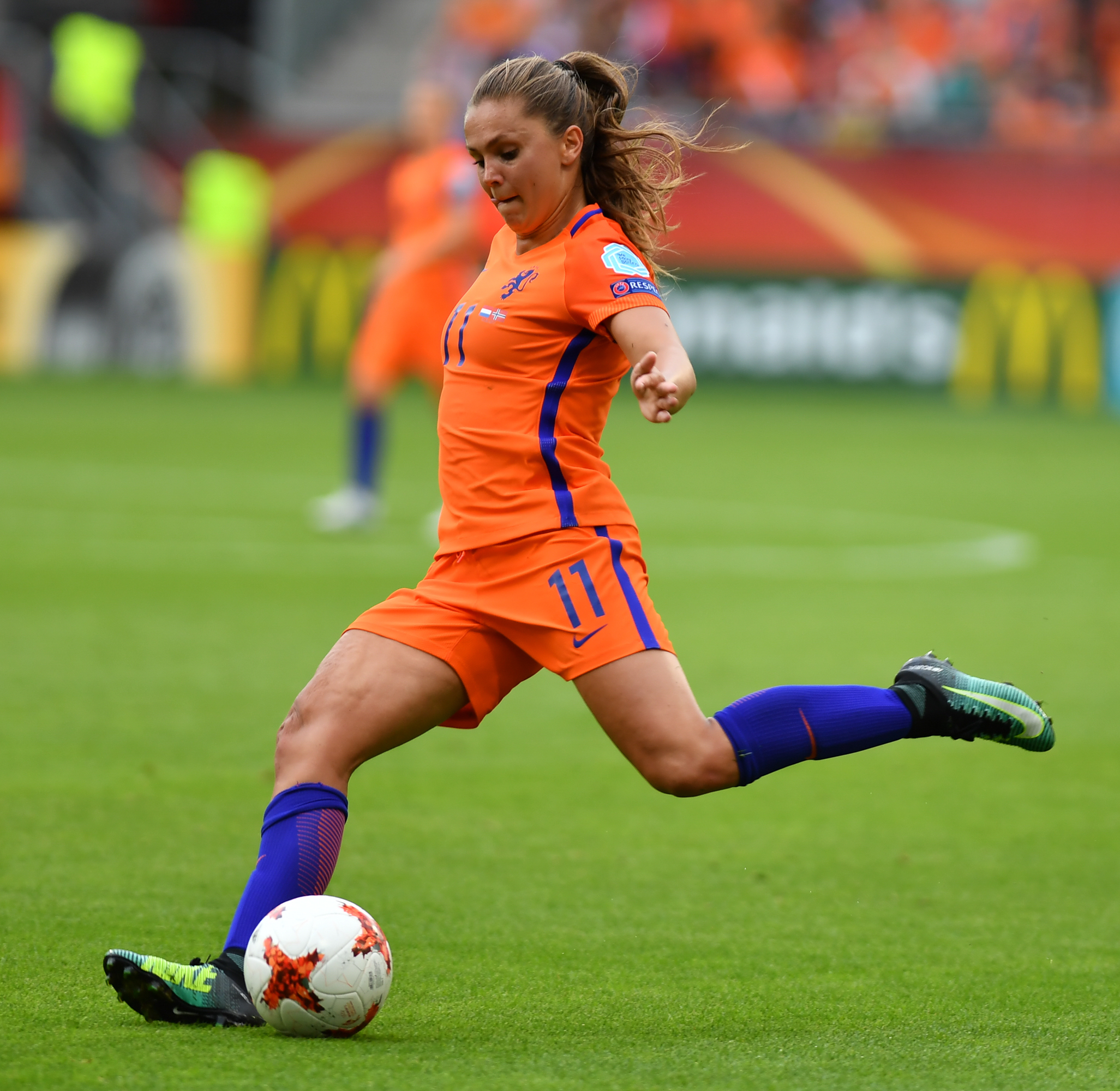
荷兰边锋莉克·马滕斯在八分之一决赛两次进球。

荷兰队绰号“橙衣军团”，2009年首次入围主要的女子比赛，闯入欧洲足球锦标赛半决赛，2015年首次入围世界杯。球队在国际比赛进步斐然，是因为2007年皇家荷蘭足球協會斥资成立职业俱乐部联赛。后来联赛于2012年合并为比利时-荷兰足球联盟，2015年再度拆分。2015年世界杯，荷兰队以1胜1负1平小组赛出线，进军八分之一决赛，但1–2惜败于最终取得亚军的日本。荷兰之后举办2017年歐洲女子足球錦標賽，在萨日娜·魏格曼实行的主动打法下，赢得首个重大国际比赛冠军。在2019年世界杯资格赛中，荷兰小组赛输给挪威，位列第二，随后在附加赛两回合半决赛中击败丹麦，决赛击败瑞士，成为最后一支出线的欧洲球队。
荷兰的国际足联世界排名为第8位，本届赛事与2015年小组赛对手加拿大和新西兰，外加喀麦隆同列E组。首场比赛对阵新西兰，荷兰一球未入，直到替补球员吉尔·罗尔德在补时阶段绝杀破门，1–0获胜。之后在对阵喀麦隆的第二场比赛中，薇薇安·米德馬攻入两球，创下国家队的进球历史，3–1取胜，小组提前出线。对阵加拿大时，荷兰2–1获胜，创下三连胜纪录，位列小组头名。比赛中，视频助理裁判判定最开始的罚球无效，之后荷兰于第54分钟由后卫阿努克·德克尔打入开场首个进球。六分钟后，克里斯汀·辛克莱尔扳回比分，但荷兰替补莉内特·贝伦斯泰因于第75分钟短距离破门，锁定胜局。
八分之一决赛，橙衣军团再度迎战日本。魏格曼认为这次比赛的结果会不一样。第17分钟，莉克·马滕斯脚后跟轻松截下角球破门，但日本中场長谷川唯在半场结束前追平比分。下半场，日本制造更多机会。第80分钟，荷兰门将萨莉·范·韦恩达尔关键时刻截下籾木結花的破门，保住胜局。下半场补时阶段，日本队熊谷紗希被视频裁判断定禁区手球犯规，荷兰获得争议性罚球。马滕斯成功将球打入，2–1获胜。四分之一决赛也是2020年奥运会的资格赛。比赛第70分钟，米德马头球破门，加上十分钟后斯蒂芬妮·范·德·格拉特的进球，荷兰2–0击败意大利。比赛时气温高达34 °C（93 °F），球场需要几次降温，比赛节奏被拖慢。
半决赛，荷兰加时赛1–0取胜，首度进军世界杯决赛。常规时间内，双方防守出色，门将拦下几个打破僵局的机会，没有产生进球。第99分钟，杰姬·赫龙恩从距对方门将赫德维格·林达尔20码（18米）处打进唯一进球，这是她在世界杯中的唯一进球。荷兰是继2003年和2007年的德国后，现任欧洲冠军第三次进入世界杯决赛，也是首支决赛迎战非欧洲球队的队伍。荷兰在决赛前同样全取六场比赛，在淘汰赛阶段只输一个球，不过没有将领先优势保持到整个半场。
荷兰队的获胜也使得该国民众关注女子足球项目，数千名球迷还专门前往法国观赛，半决赛在当地的收视人数超过500万。

## 赛前

### 时间安排
支持女子足球的人士批评比赛日期定在7月7日，与里约热内卢的美洲杯决赛和芝加哥的美洲金杯决赛撞日，当天美国国家足球队参加了美洲金杯决赛。不过，国际足联早在2017年9月便宣布女子世界杯比赛日期，比南美洲足球协会和中北美洲及加勒比海足球協會要早。
尽管国际足联认为时间安排是“罕见而令人兴奋的事件”，美国队队长梅甘·拉皮诺批评安排“荒谬，令人沮丧”。中北美洲及加勒比海足球協會主席维克托·蒙塔利亚尼表示金杯决赛的安排是“笔误”的结果，如果宣布时间提前，冲突就不会发生。

### 比赛用球

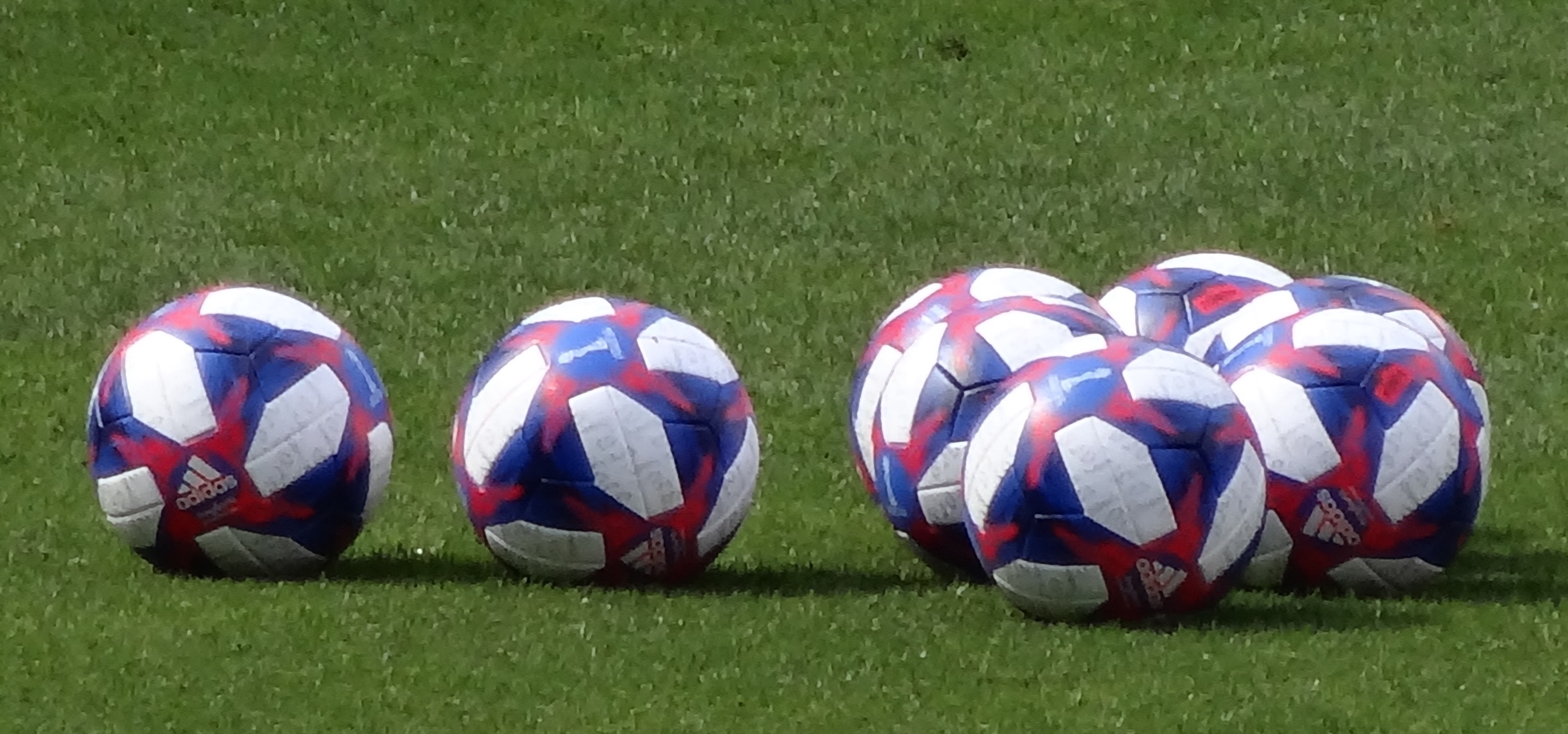
比赛用球Tricolore 19。

决赛用球是阿迪达斯Tricolore 19。该球于淘汰赛阶段登场，是Context 19的红色版本。球采用蓝红相间的图案，致敬1998年法国世界杯的原版阿迪达斯Tricolore。

### 裁判

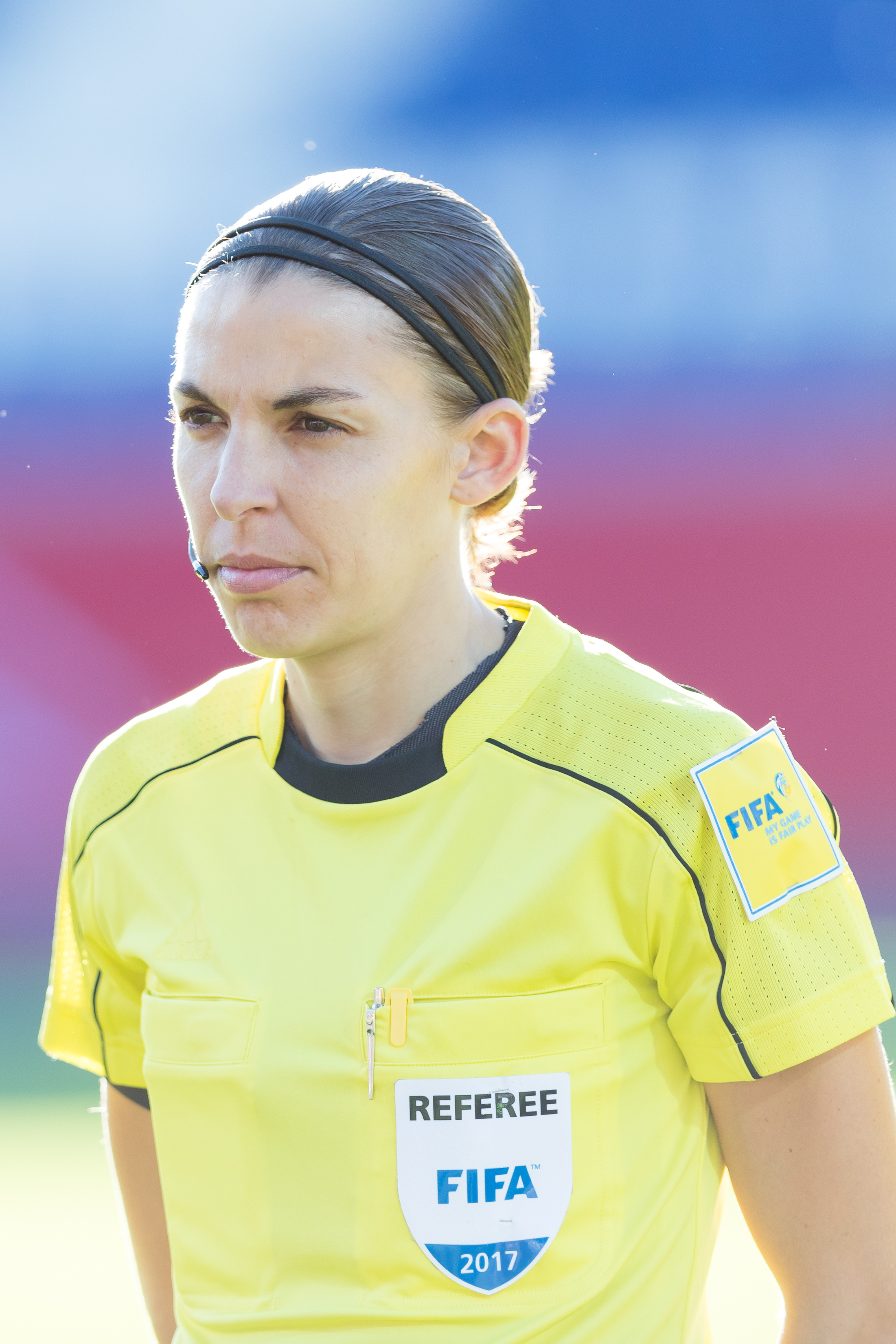
决赛裁判斯蒂芬妮·弗拉帕特。

2019年7月5日，国际足联提名斯蒂芬妮·弗拉帕特担任决赛裁判。弗拉帕特自2009年起担任国际足协裁判，曾执法2015年女子世界杯、2016年奥运会和2017年女子欧洲杯。2019年4月，她成为法甲首位女裁判。决赛是弗拉帕特在本届赛事中第四场执法比赛，此前她曾执法两场小组赛和一场四分之一决赛。她的同胞曼努埃拉·尼科洛西和爱尔兰裁判米歇尔·奥尼尔担任助理裁判。乌拉圭的克劳迪娅·乌佩雷兹担任第四裁判，她的同胞卢西亚娜·马斯卡拉纳担任预备助理裁判。西班牙人卡洛斯·德尔·塞罗·格兰德被提名为视频助理裁判，这是女子世界杯首次采用该技术。他的同胞何塞·马里那·桑切斯·马丁内斯和阿根廷的玛丽亚娜·德·阿尔梅达担任视频裁判助理。

### 阵容
贡献5枚进球、3次助攻的美国队长梅甘·拉皮诺由于腿筋拉伤，不能出战英格兰。不过她表示希望回归。美国中场罗丝·拉韦尔也因为在半决赛中腿後腱拉伤缺阵，尽管她表示自己希望在决赛前回归。美国中场罗丝·拉韦尔也因为拉伤腿筋，在半决赛被换下，但她认为自己能够参加决赛。
荷兰边锋、2017年国际足联最佳女球员莉克·马滕斯因为脚趾受伤，不知道能否上场。此前，马滕斯力排众议，在对阵瑞典的半决赛首发出场，最终因为没有发挥作用，半场被换下。门将萨莉·范·韦恩达尔在半决赛时弄伤手，肿着手完赛，不过她出现在决赛的首发阵容。

## 赛况

### 综述
吉尔·埃利斯安排美国队采用在本届赛事中不常用的4–3–3阵型，其中因伤缺阵半决赛首发的队长梅甘·拉皮诺回归。荷兰队的莉克·马滕斯回归比赛，沙妮斯·范·德·沙登被换到替补席。比赛于下午5点开场，尽管欧洲正在遭受热浪侵袭，但气温比先前的预报略低，为31 °C（88 °F）。现场观众人数57,900，美国球迷占大多数，荷兰球迷仅占了一边球门后面的看台。法国总统埃马纽埃尔·马克龙、荷兰国王威廉-亚历山大及多位男女足坛名宿到场观战。
比赛前夕，美国多次发起进攻，但没有像前六场比赛一样，前12分钟便进球。双方球队都有犯规，其中斯赫丽达·丝皮采在第10分钟被罚黄牌，但美国在控球率方面依旧占主导优势，进球前也制造了多次机会。荷兰门将、队长萨莉·范·韦恩达尔在半场前分别扑救了萨姆·梅维斯和亚历克丝·摩根的球，未被对手完封。罗丝·拉韦尔在禁区顶部犯规，被裁判吹罚，荷兰顺势反击，前锋莉内特·贝伦斯泰因被美国后卫阿比·达尔肯珀撞倒，艾比犯规被罚黄牌。上半场补时阶段，美国后卫凯莉·奥哈拉和荷兰边锋莉克·马滕斯接球时撞到头，奥哈拉被阿莉·克里格换下。
下半场，美国延续进攻势头，造成后卫贝基·索尔布鲁恩脸部流血受伤。荷兰后卫斯蒂芬妮·范·德·格拉特在禁区尝试控球时，踢到美国前锋亚历克丝·摩根的肩膀。斯蒂芬妮·弗拉帕特查看要求录像，视频助理裁判作出吹罚格拉特的判罚，美国队获得罚球。第61分钟，范·德·格拉特被罚黄牌，美国队长梅甘·拉皮诺负责开球，范·韦恩达尔站在她身旁。拉皮诺凭借这次罚球，拿到她在本届世界杯的第六枚进球，也因此获得金靴奖，成为在世界杯决赛进球的年纪最大的球员。八分钟后，罗丝·拉韦尔单刀冲破荷兰队放线，从距球迷17英里（16米）处左脚破门，打入美国队决赛第二球。
2–0落后的荷兰队依然不放弃进攻，后卫阿努克·德克尔换下前锋斯蒂芬妮·范·德·格拉特。德克尔破门被美国门将阿莉莎·内赫尔强行扑下。范·韦恩达尔之后分别拦下美国队摩根、托宾·希思和克丽丝特尔·邓恩直冲球门的破门，阻止美国队第三次进球。第79分钟拉皮诺被克里斯汀·普雷斯换下，而卡莉·劳埃德于常规时间最后几分钟上场，比赛结束后，美国队替补队员冲上场庆祝第四次夺得世界杯头衔。

### 详细
| 2019年7月7日 17:00 CEST |

| 美国                          | 2–0  | 荷蘭 |
| ----------------------------- | ---- | ---- |
| - 拉皮诺 61'（） - 拉韦尔 69' | 報告 |      |

| 代西讷-沙尔皮约盧米埃爾球場 觀眾人數：57,900 ：斯蒂芬妮·弗拉帕特（法国） |

| 美国 | 荷兰 |

| GK          | 1  | 阿莉莎·内赫尔    |     |     |
| RB          | 5  | 凯莉·奥哈拉      |     | 46' |
| CB          | 7  | 阿比·达尔肯珀    | 42' |     |
| CB          | 4  | 贝姬·索尔布伦    |     |     |
| LB          | 19 | 克丽丝特尔·邓恩  |     |     |
| CM          | 3  | 萨姆·梅维斯      |     |     |
| CM          | 8  | 朱莉·厄茨        |     |     |
| CM          | 16 | 罗丝·拉韦尔      |     |     |
| RF          | 17 | 托宾·希思        |     | 87' |
| CF          | 13 | 亚历克丝·摩根    |     |     |
| LF          | 15 | 梅甘·拉皮诺（c） |     | 79' |
| 替补：      |    |                  |     |     |
| DF          | 11 | 阿莉·克里格      |     | 46' |
| FW          | 23 | 克丽丝滕·普雷斯  |     | 79' |
| FW          | 10 | 卡莉·劳埃德      |     | 87' |
| 教练：      |    |                  |     |     |
| 吉兒·伊利斯 |    |                  |     |     |

| GK            | 1  | 萨莉·范·韦恩达尔（c） |     |     |
| RB            | 2  | 德西蕾·范·伦特伦      |     |     |
| CB            | 6  | 阿努克·德克尔         |     | 73' |
| CB            | 3  | 斯蒂芬妮·范·德·格拉特 | 60' |     |
| LB            | 20 | 多米妮克·布拉德沃思   |     |     |
| CM            | 14 | 雅琪·格羅伊能         |     |     |
| CM            | 10 | 丹妮爾·范德東克       |     |     |
| CM            | 8  | 斯赫丽达·丝皮采       | 10' |     |
| RF            | 21 | 莉内特·贝伦丝特恩     |     |     |
| CF            | 9  | 薇薇安·米德馬         |     |     |
| LF            | 11 | 莉克·马滕斯           |     | 70' |
| 替补：        |    |                       |     |     |
| MF            | 19 | 吉尔·罗尔德           |     | 70' |
| FW            | 7  | 沙妮丝·范德桑登       |     | 73' |
| 教练：        |    |                       |     |     |
| 萨里娜·维格曼 |    |                       |     |     |

| 最佳球员： 梅甘·拉皮诺（美国） 助理裁判: 曼努埃拉·尼科洛西（Manuela Nicolosi，法国） 米歇尔·奥尼尔（Michelle O'Neill，爱尔兰） 第四裁判: 克劳迪娅·乌佩雷兹（乌拉圭） 预备助理裁判: 卢西亚娜·马斯卡拉纳（Luciana Mascaraña，乌拉圭） 視頻助理裁判: 卡洛斯·德尔·塞罗·格兰德（西班牙） 视频裁判助理: 何塞·马里那·桑切斯·马丁内斯（西班牙） 玛丽亚娜·德·阿尔梅（Mariana de Almeida，阿根廷） | 比赛规则： - 常规时间90分钟 - 如有需要，比赛时间加时30分钟 - 如加时仍战平，点球大战决胜 - 每队各12名后备球员 - 每队各最多3次替换球员，加时阶段可换第四名球员 |

### 统计
| 统计数据 | 美国 | 荷兰 |
| -------- | ---- | ---- |
| 进球     | 0    | 0    |
| 射门     | 5    | 2    |
| 射正     | 4    | 0    |
| 扑救     | 0    | 4    |
| 控球率   | 53%  | 47%  |
| 角球     | 5    | 2    |
| 犯规     | 4    | 3    |
| 越位     | 1    | 1    |
| 黄牌     | 1    | 1    |
| 红牌     | 0    | 0    |

| 统计数据 | 美国 | 荷兰 |
| -------- | ---- | ---- |
| 进球     | 2    | 0    |
| 射门     | 12   | 4    |
| 射正     | 5    | 1    |
| 扑救     | 1    | 3    |
| 控球率   | 53%  | 47%  |
| 角球     | 3    | 0    |
| 犯规     | 5    | 4    |
| 越位     | 2    | 0    |
| 黄牌     | 0    | 1    |
| 红牌     | 0    | 0    |

| 统计数据 | 美国 | 荷兰 |
| -------- | ---- | ---- |
| 进球     | 2    | 0    |
| 射门     | 17   | 6    |
| 射正     | 9    | 1    |
| 扑救     | 1    | 7    |
| 控球率   | 53%  | 47%  |
| 角球     | 8    | 2    |
| 犯规     | 9    | 7    |
| 越位     | 3    | 1    |
| 黄牌     | 1    | 2    |
| 红牌     | 0    | 0    |

## 赛后

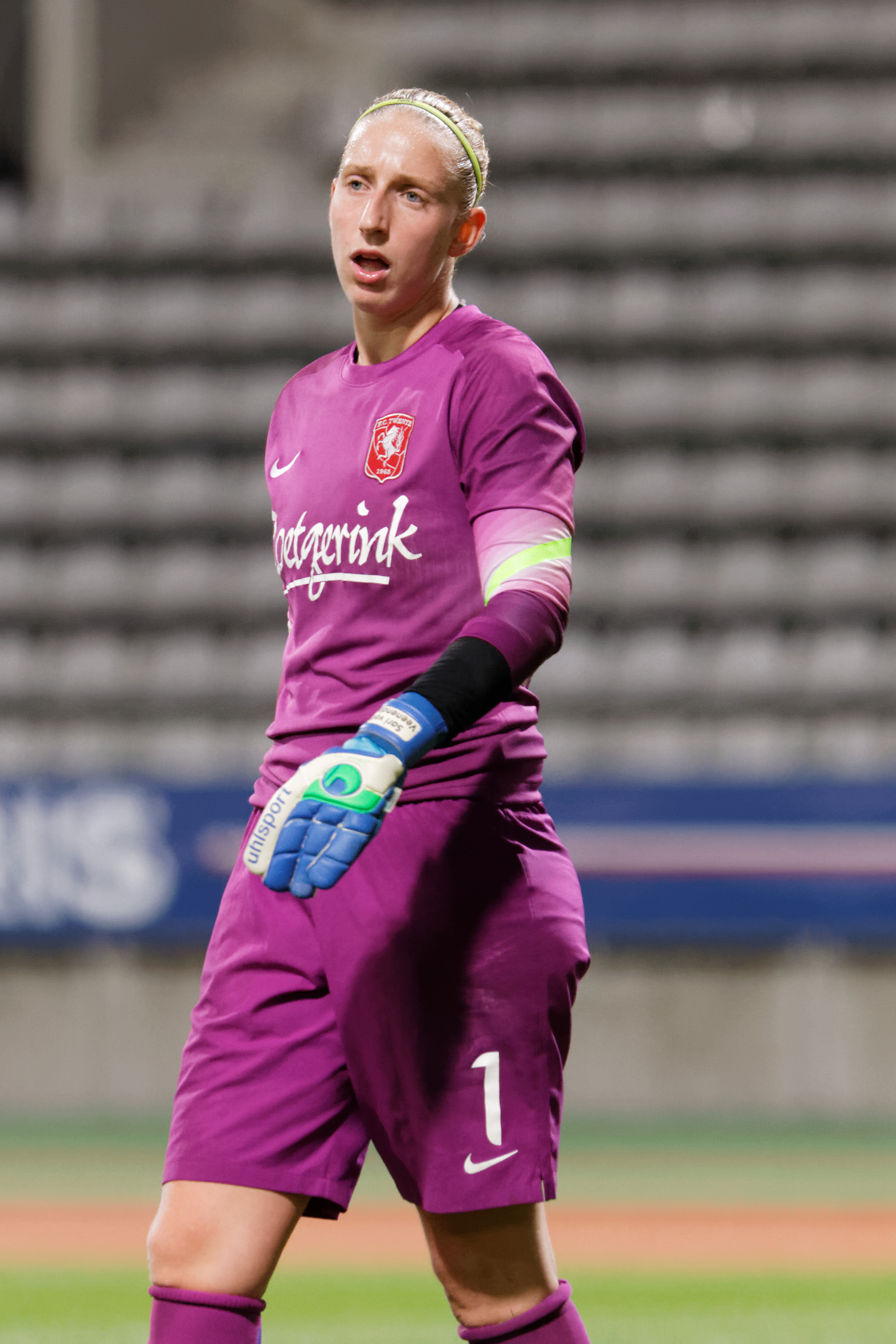
荷兰门将萨莉·范·韦恩达尔最佳守门员金手套奖。

美国队再破纪录，赢得第四个世界杯冠军，成为继2003年和2007年的德国队后，第二支世界杯连胜的球队。这也是美国首次在欧洲赢得女子世界杯。本届比赛，美国共射入26球，创下单届世界杯球队进球最多的纪录，超越1991年的美国队和2003年的德国队共同创下的25球纪录。球队净胜23球也创下杯赛纪录。美国队连胜12场，打造了17场世界杯比赛不败纪录。尽管管理风格遭受球迷批评，吉尔·埃利斯还是成为首位带领球队两夺女子世界杯的女教练。7月10日，球队沿着纽约英雄峡谷而下，参加纸带庆功游行，并在洛杉矶荣膺第三个年度卓越运动奖最佳球队奖。
梅甘·拉皮诺获最佳球员提名，荣膺杯赛最佳球员金球奖。她因为杯赛中的六枚进球和三次助攻，获得最佳射手金靴奖。创下同样战绩的亚历克丝·摩根获得银靴奖。34岁的拉皮诺成为获金球奖和金靴奖年纪最大的球员。罗丝·拉韦尔获得铜球奖，荷兰门将萨莉·范·韦恩达尔获得最佳守门员金手套奖，她在决赛中的八次扑救创下了本届杯赛淘汰赛阶段的最多纪录。
拉皮诺是继德国队的比吉特·普林茨（1995年、2003年和2007年）后，第二位三届世界杯决赛首发的球员。除此之外，托宾·希斯、阿里·克里格、卡莉·劳埃德、亚历克丝·摩根也三次亮相世界杯决赛。拉皮诺进球是第一位在女子世界杯决赛常规时间打进罚球的球员，此外德国门将娜丁·安格勒于2007年决赛扑救了巴西队玛塔的罚球。这个九球也表示拉皮诺成为在决赛进球年纪最大的球员，超过曾在2015年决赛上演帽子戏法、32岁又354天的卡莉·劳埃德。
美国队的冠军奖金高达400万美元（350万欧元），亚军荷兰的奖金为260万美元（230万欧元）。她们还参加为期四场比赛的胜利巡回表演赛，每位队员会获得约25万美元的报酬。然而，外界批评比赛奖金和美國足球協會的小额奖金比男子队奖金少很多，是不公平和性别歧视。国际足联主席詹尼·因凡蒂诺和法国总统埃马纽埃尔·马克龙给球队颁奖时，球场内的球迷大喊“同工同酬！”。美国多位社交名流和体坛人物祝贺球队胜利时，也提到了这个问题。因此，美国参议院参议员乔·曼钦提出法案，将给予女子队同等薪资待遇，列为联邦拨款举办2026年男足世界杯的要求。批评拉皮诺跪地拒唱国歌抗议，并表示不会参与白宫庆祝活动的美国总统唐纳德·特朗普，与前总统贝拉克·奥巴马和比尔·克林顿一道给球队庆祝。
2019年7月30日，美国足球协会宣布主教练吉尔·埃利斯在10月完成庆祝巡演后，辞任教练一职，担任美国足球文化大使。
美国队被《时代杂志》提名为年度运动员，同时拉皮诺获女子金球奖及《体育画报》年度运动员。

### 转播
比赛由福斯电视台地面转播，吸引1430万观众收看，超越2018年世界杯决赛（美国并没有参赛）；不过没有超越2015年决赛，因为当时在美国黄金时段播出，这次是在接近中午时分。另有160万美国观众观看了Telemundo电视台的西班牙语转播，同时福斯的流媒体转播也吸引了平均28.9万名观众。
荷兰方面的转播有550万人观看，占全体电视观众的88%。巴西环球电视网及合作方的转播有1990万人观看（占41.7%的收视份额），创下女足球赛的纪录。据报收视人数更多的有法国（590万）、德国（510万）、瑞典（150万）和英国（320万）。